# Erythrus biapicatus
Erythrus biapicatus là một loài bọ cánh cứng trong họ Cerambycidae.